# Potentilla masakii
Potentilla masakii är en rosväxtart som beskrevs av N. Naruhashi. Potentilla masakii ingår i Fingerörtssläktet som ingår i familjen rosväxter. Inga underarter finns listade i Catalogue of Life.